# EuroSpec

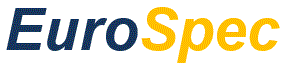
Logo van EuroSpec

EuroSpec, afkorting van European Specification for Railway Vehicles, is een initiatief van verschillende Europese spoorwegmaatschappijen met als doel gemeenschappelijke, expliciete technische specificaties  te ontwikkelen voor treinsystemen en -componenten. De gezamenlijk ontwikkelde specificaties ondersteunen en vergemakkelijken het aankoopproces van treinen. Deze specificaties behoren niet tot het domein van de concurrentie. De voortgezette toepassing van de EuroSpec-methodologie en de ontwikkelde specificaties ondersteunen de standaardisering van treinen en leiden tot een hogere kwaliteit, ondersteunen de ontwikkeling van voertuigplatforms en leveren aanzienlijke kostenbesparingen op. Als basis voor de ontwikkeling van hun specificaties hebben de EuroSpec-partners een handleiding “Requirement Management” ontwikkeld om de noodzakelijke consistentie tussen de specificaties en hun kwaliteit ervan te waarborgen. Het werk ging van start in 2011. 
De functionele eisen voor spoorwegvoertuigen van de EuroSpec-specificaties worden gebruikt in aanbestedingen naast de technische specificaties voor interoperabiliteit, de EN-normen en de nationale genotificeerde technische regels (NNTR).
Het EuroSpec-consortium stelt geen "Europese normen" of "internationale normen" op in de zin van Verordening (EU) nr. 1025/2012 van het Europees Parlement en de Raad van 25 oktober 2012.  EuroSpec-specificaties moeten daarom worden geclassificeerd als een "technische specificatie". Ze worden steeds vaker gebruikt als input voor Europese normen en verordeningen.

## Leden
Het EuroSpec-consortium bestaat uit zes Europese spoorwegondernemingen en de vertegenwoordiging van de spoorwegmaatschappijen in het Verenigd Koninkrijk van Groot-Brittannië en Noord-Ierland door RSSB. De EuroSpec partners zijn:
- Société Nationale des Chemins de fer Français (SNCF Voyageurs) - Frankrijk
- Rail  Safety and Standards Board (RSSB) (voorheen was RDG deelnemer) - Groot-Brittannië
- Deutsche Bahn (DB) - Duitsland
- Nederlandse Spoorwegen (NS) - Nederland
- Österreichische Bundesbahnen (ÖBB) - Oostenrijk
- Schweizerische Bundesbahnen (SBB) - Zwitserland

## Visie, missie en waarden
De visie van EuroSpec is: Wij ontwikkelen geharmoniseerde specificaties voor rollend materieel om de exploitatiekosten en prestaties te verbeteren.
Onze missie concentreert zich op zeven gebieden, namelijk: representatief zijn voor de Europese aankoopafdelingen voor rollend materieel, zichtbaar zijn voor de spoorwegsector, goed georganiseerd zijn, gefocust zijn, op één lijn zitten, samenwerken en kruisbestuiving tot stand brengen en samenwerken.
Onze waarden zijn: slank, openheid, transparantie, acceptatie van verschillen, samenwerking en lagere kosten, kortere levertijden en snellere innovaties.

## Wettelijke status en locatie
Het EuroSpec-consortium, een fusie van verschillende juridisch en economisch onafhankelijke bedrijven die blijven voor de tijdelijke invoering van een overeengekomen doel van de operatie, heeft geen rechtsvorm gekozen en daarom heeft EuroSpec ook geen officieel hoofdkantoor. Informeel is het hoofdkantoor van de zittende voorzitter de locatie.

## Gepubliceerde EuroSpec Specificaties
Het EuroSpec-consortium publiceert de specificaties uitsluitend in het Engels. De volgende zijn gepubliceerd (waarvan sommige in verschillende versies) en zijn gratis te downloaden van de website:
- EuroSpec Air conditioning (klimaatregeling)
- EuroSpec Alternative Traction energy supply and related infrastructure interfaces - Battery driven systems (Alternatieve energievoorziening voor tractie en bijbehorende infrastructuurinterfaces - Systemen aangedreven door batterijen)
- EuroSpec Automatic Coupler (automatische koppeling)
- EuroSpec Bicycles on Trains (fietsen in de trein)
- EuroSpec Circularity (circulariteit)
- EuroSpec Common ID's (gemeenschappelijke eisen op trein niveau)
- EuroSpec Contact Strips (sleepstuk stroomafnemer)
- EuroSpec Documentation (documentatie)
- EuroSpec External Passenger Access Doors (buitendeuren)
- EuroSpec On board data availability (treindata beschikbaarheid aan boord)
- EuroSpec Parking Noise (geluid tijdens parkeren)
- EuroSpec Requirement Management
- EuroSpec Seat comfort (zitcomfort treinreizigers)
- EuroSpec Sliding Steps (uitschuifbare instaptreden)
- EuroSpec Software Updates
- EuroSpec TCMS Data Service (treinbesturingssysteem, data-overdracht)
- EuroSpec Toilets of Railway Vehicles (toiletsystemen in treinen)
- EUroSpec Upgradeability (aanpasbaarheid treinen)
- EuroSpec Watertightness (waterdichtheid)
- EuroSpec Wheel and Brake disc (wiel- en remschijf)

De volgende EuroSpec-specificaties zijn in ontwikkeling: toegangspanelen aan de buitenzijde, onderhoudssoftware, alternatieve energievoorziening voor tractie en bijbehorende infrastructuurinterfaces - Systemen aangedreven door waterstof, Levenscycluskosten, CCS aan boord. En updates van EuroSpec Airconditioning, Parkeergeluid, Documentatie en Zitcomfort.